# Лацийская культура
Лацийская культура, итал. cultura laziale — доисторическая культура, существовавшая на территории центральной и южной частей региона Лаций (лат. Latium), в период позднего бронзового и раннего железного века (около X—VIII вв. до н. э.).
Данная культура, известная также как культура миниатюрных гробниц (итал. cultura dei sepolcreti) возникла в рамках протовиллановской культуры, охватывавшей в период позднего бронзового века (1200—1000 гг. до н. э.) территорию Тосканы и Лациума. Сохраняя ряд протовиллановских характеристик, культура Лациума представляет собой совершенно новый и оригинальный культурный феномен.
Как воспоминание о предшествующей фазе развития сохранилась традиция кремации покойных, чей пепел помещался в домовидные урны, вместе с которыми иногда укладывались терракотовые фигурки воинственного вида.
Памятники, связываемые с данной культурой, были обнаружены на морском побережье Лация, в Альбанских горах, где позднее возник Рим.
Данная культура ассоциируется с формационным периодом латинского этноса.

## Хронология
Немецкий археолог Герман Мюллер-Карпе выделял следующие фазы данной культуры:
|                                                    | Век до н. э. |
| -------------------------------------------------- | ------------ |
| Период I: Последние стадии бронзового века         | X            |
| Период IIa: Переход к железному веку               | IX           |
| Период IIb: Классический железный век              | IX-VIII      |
| Период III: Развитый железный век                  | VIII         |
| Период IVa: Ранний и средний период ориентализации | VIII-VII     |
| Период IVb: Поздний период ориентализации          | VII-VI       |